# Œdicnème indien
Burhinus indicus
Espèce
Statut de conservation UICN

 LC  : Préoccupation mineure
L'Œdicnème indien (Burhinus indicus) est une espèce d'oiseaux de la famille des Burhinidae. Elle était et est encore parfois considérée comme une sous-espèce de l'Œdicnème criard (B. oedicnemus).